# Horácia (gente)

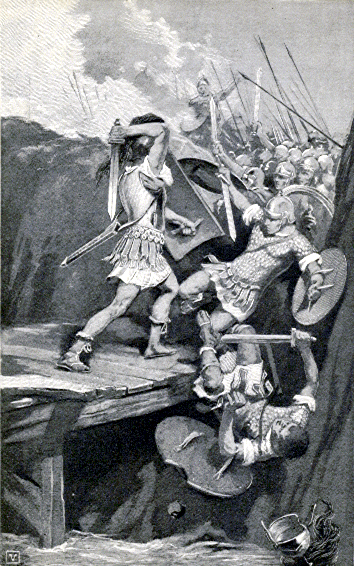
Horácio Cócles na Ponte Sublício.

A gente Horácia (em latim: Horatia; pl. Horatii) era uma antiga gente patrícia da Roma Antiga e que remonta à época de Túlio Hostílio, o terceiro rei de Roma. Um de seus membros, Marco Horácio Púlvilo foi cônsul sufecto em 509 a.C., o primeiro ano da República Romana e, novamente, em 507 a.C.. Mas o mais famoso dos Horácios foi certamente o seu sobrinho, Públio Horácio Cócles, que defendeu a Ponte Sublício contra Lars Porsena em 508 a.C..

## Origem
Acredita-se que o nome Horácio seja derivado do herói "Horatus", a quem um carvalho havia sido dedicado. A gente era certamente de origem latina, embora houvesse, já na antiguidade, sobre quando eles chegaram em Roma. Uma lenda conta que, durante o reinado de Túlio Hostílio, o destino da antiga cidade de Alba Longa foi decidido por um combate entre três irmãos da cidade e três de Roma. O historiador Lívio afirma que a maior parte das fontes atribui o feito aos "Horácios" de Roma e os Curiácios de Alba Longa. A vitória dos Horácios foi um pretexto para a destruição de Alba Longa e a transferência de suas famílias nobres para Roma.

## Prenomes
Os Horácios preferiam os prenomes ("praenomina") Públio, Marco, Lúcio e Caio.

## Ramos e cognomes
Os Horácios republicanos tinha os cognomes ("cognomina") "Barbato", "Cócles" e "Púlvilo". Destes, o primeiro e o último aparentemente eram nomes familiares enquanto que "Cócles" parece ter sido um cognome pessoal, conferido a um herói. Plutarco supõe que ele seria derivado do grego "cyclops", pois ele perdeu um olho, ou por que o formato de sua face fazia com que, aparentemente, sua face parecesse ter um olho só. Segundo as fontes, Cócles era sobrinho de Marco Horácio Púlvilo e, se ele teve algum filho, aparentemente ele não propagou o seu cognome. Outros cognomes entre os Horácios posteriores aparentemente foram adotados por libertos da gente. O poeta Horácio era filho de um deles e seu cognome, "Flaco", não é encontrado em nenhum outro membro da gente Horácia.

## Membros
- Públio Horácio, pai dos Horácios. Lutou contra os Curiácios, absolveu seu filho da morte da irmã. Em algumas versões, seu prenome é Marco[5][6][7][8].
- Públio Horácio, um dos Horácios, três irmãos que lutaram contra os três Curiácios durante o reinado de Túlio Hostílio e o único sobrevivente da luta.
- Horácia, irmã dos Horácios, foi prometida em casamento a um dos Curiácios e, por causa de seu luto exagerado, acabou assassinada por seu irmão vitorioso. Um antigo túmulo perto da Porta Capena era atribuído a ela[5][9][10].
- Públio Horácio Cócles, um dos heróis da República, defendeu a Ponte Sublício contra os etruscos de Lars Porsena por volta de 508 a.C.[4][11][12][13][14][15][16].
- Horácio, um poeta da época de Augusto.

### Horácios Púlvilos
- Marco Horácio Púlvilo, pai do cônsul em 509 a.C. e, segundo a lenda, avô de Horácio Cócles.
- Marco Horácio Púlvilo, cônsul sufecto em 509 a.C., o primeiro ano da República; foi cônsul em 507 a.C..
- Caio Horácio Púlvilo, cônsul em 477 e 457 a.C.; derrotou os équos.
- Lúcio Horácio Púlvilo, tribuno consular em 386 a.C.[17].
- Marco Horácio Púlvilo, tribuno consular em 378 a.C.[18].

### Horácios Barbatos
- Marco Horácio Barbato, com Lúcio Valério Potito, ajudou a abolir o decenvirato em 449 a.C.; os dois foram eleitos cônsules para aquele ano. Horácio triunfou sobre os sabinos.
- Lúcio Horácio Barbato , tribuno consular in 425 a.C.[19][20].